# Scirpus angustisquamis
Scirpus angustisquamis là loài thực vật có hoa trong họ Cói. Loài này được Beetle miêu tả khoa học đầu tiên năm 1946.